# ジョン・ダイクス

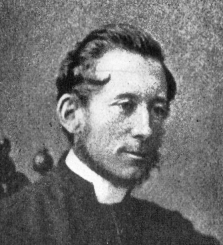
ジョン・バッカス・ダイクス

ジョン・バッカス・ダイクス（John Bacchus Dykes, 1823年3月10日 - 1876年1月22日）はイギリスの賛美歌作曲家。「聖なる、聖なる、聖なるかな」を作曲したことで知られている。

## 生涯
1823年に牧師と祖父として、銀行家を父として、キングストン・アポン・ハルに生まれた。ケンブリッジ大学を卒業後、1847年に学士号、1950年に修士号をとった。ケンブリッジ大学在学中に、大学音楽協会の指揮者に任命され、1849年には、ダラム大聖堂の評議員兼聖歌隊長になった。1861年に、ダラム大学が音楽博士の学位を与えた。1862年聖オズワルド教会で教区牧師になり、死ぬまで14年間務めた。その間に、説教集と礼拝学に関する論文等を公刊した。300曲以上の賛美歌を作曲した。